# 베스트 음반
베스트 음반(일본어식 영어: best + album)은 한 음악가의 히트곡들을 모은 컴필레이션 음반이다.
특정 아티스트나 밴드의 인기 있고 상업적으로 성공한 노래를 모아 놓은 일종의 편집 앨범이다. 최고 히트 앨범은 일반적으로 아티스트의 지원을 받지만 판매 창출 수단으로 원 아티스트의 명시적인 승인 없이 음반 회사에서 제작할 수도 있다. 이는 일반적으로 아티스트의 새로운 팬을 위한 좋은 출발점으로 간주되지만 때로는 오랜 팬으로부터 충분히 포용적이지 않거나 전혀 필요하지 않다는 비판을 받기도 한다.
또한 대히트 앨범에는 새로운 녹음, 리믹스 또는 히트곡의 미공개 대체 테이크와 기타 새로운 자료를 보너스 트랙으로 포함하여 오랜 팬(그렇지 않으면 이미 포함된 녹음을 소유하고 있을 수도 있음)의 매력을 높이는 것이 일반적이다. 때때로 최고 히트작 편집은 이전 스튜디오 앨범에 포함되지 않은 성공적인 싱글의 첫 번째 앨범 등장을 의미한다. 최고의 히트 앨범은 일반적으로 아티스트나 밴드가 메이저 레이블과의 계약이 완료된 후에 출시되며, 앨범이 삭제되거나 사망한 후 새 레이블에서 다음 릴리스가 출시된다.

## 같이 보기
- 컴필레이션 음반